# TAFIC
TAFIC Football Club is een Botswaanse voetbalclub uit de stad Francistown. TAFIC FC komt uit in de Mascom Premier League, de nationale voetbalcompetitie van Botswana. De club werd opgericht in 1959 en won sindsdien één prijs, namelijk de Beker van Botswana in 2002.

## Palmares
- Beker van Botswana

Winnaars (1) : 2002
Botswana Defence Force XI · 
Botswana Meat Commission · 
ECCO City Greens · 
Extension Gunners · 
FC Satmos · 
Gaborone United · 
Miscellaneous · 
Mochudi Centre Chiefs · 
Mogoditshane Fighters · 
Motlakase Power Dynamos · 
Nico United · 
Notwane FC · 
Police XI · 
TAFIC · 
Township Rollers · 
Uniao Flamengo Santos